# Districtul Bueng Samakkhi
Bueng Samakkhi (în thailandeză บึงสามัคคี) este un district (Amphoe) din provincia Kamphaeng Phet, Thailanda, cu o populație de 26.663 de locuitori și o suprafață de 377,186 km².

## Componență
Districtul este subdivizat în 4 subdistricte (tambon), care sunt subdivizate în 45 de sate (muban).
| Nr. | Nume           | În thailandeză | Sate | Locuitori |  |
| --- | -------------- | -------------- | ---- | --------- |  |
| 1.  | Bueng Samakkhi | บึงสามัคคี        | 12   | 4,917     |  |
| 2.  | Wang Cha-on    | วังชะโอน        | 14   | 9,028     |  |
| 3.  | Rahan          | ระหาน          | 10   | 7,532     |  |
| 4.  | Thep Nimit     | เทพนิมิต         | 9    | 5,186     |  |